# Girolamo di Colloredo-Waldsee

Stemma del ramo primogenito della famiglia dei Conti di Colloredo Mels.

Girolamo di Colloredo Mels-Waldsee (Udine, 12 marzo 1674 – Vienna, 2 febbraio 1726) è stato un nobile e diplomatico austriaco.

## Biografia
Girolamo di Colloredo-Mels nacque a Udine nel 1674 dal conte Ferdinando, visconte di Mels, marchese di Santa Sofia, e dalla marchesa Felicita Rabatta.
Intrapresa la carriera militare, venne nominato governatore provinciale della Moravia e nel 1718 divenne ministro plenipotenziario e governatore del Ducato di Milano, giungendo in città nella primavera del 1719. Dai contemporanei venne ricordato come "Uomo di virtù, prudenza e giustizia. Signore di genio il più nobile, di sentimenti li più magnanimi, et del tatto più soave". D'animo buono e generoso, fu definito dai funzionari austriaci dell'epoca come troppo permissivo nei confronti dei milanesi, soprattutto nella questione delle imposte fiscali che egli tentò di ridurre.
A Milano ebbe il merito di creare e gestire la prima stamperia ufficiale che ebbe sede presso il piano terreno dell'attuale Palazzo Reale che all'epoca fungeva ancora da residenza del governatore. La stamperia passò fortunatamente indenne al tragico incendio che colpì il palazzo nel 1723 ed egli riuscì a salvare le scritture della cancelleria di stato e di guerra, guadagnandosi l'elogio dell'imperatore Carlo VI.
In fatto di politica interna all'amministrazione del ducato, Girolamo di Colloredo-Mels si occupò attivamente della navigazione sui Navigli stabilendo anche la necessità di realizzare degli sbarramenti lungo le sponde dei navigli che proteggessero i cittadini dal rischio di cadere in acqua.
Colloredo-Mels resse la carica di governatore sino a poco prima della propria morte, avvenuta nel viaggio di ritorno verso la capitale austriaca nel 1725 da dove sarebbe dovuto ripartire per l'Italia per assumere il ruolo di viceré di Napoli. Da lui discende il ramo austriaco dei principi Colloredo Mansfeld.

## Matrimonio e figli
Sposò Johanna Caroline, figlia del ministro di stato austriaco conte Wenzel Norbert Kinsky zu Wchinitz und Tettau. La coppia ebbe tra gli altri figli Rodolfo Giuseppe (1707- 1708), Cavaliere del Toson d'oro, vicecancelliere dell'Impero e primo principe di Colloredo, ed i futuri feldmarescialli Carlo (1718- 1786), ambasciatore di Maria Teresa e Giuseppe II in Russia, Inghilterra e Olanda, ed Antonio (1707 - 1797), ambasciatore a Torino e gran Balì di Boemia dell'Ordine Teutonico

## Araldica
| Stemma  | Descrizione                                 | Blasonatura |
| "" · "" | Girolamo Colloredo-Waldsee Conte di Waldsee |             |

## Ascendenza
|                                     |                 |                                   | Genitori                       |  |  | Nonni |  |  | Bisnonni                  |  |  | Trisnonni                 |  |
|                                     |                 |                                   |                                |  |  |       |  |  | Niccolò di Colloredo-Mels |  |  | Fabio I di Colloredo-Mels |  |
|                                     |                 |                                   |                                |  |  |       |  |  | Niccolò di Colloredo-Mels |  |  | Fabio I di Colloredo-Mels |  |
|                                     |                 | Giovanna di Mels                  |                                |  |  |       |  |  | Niccolò di Colloredo-Mels |  |  |                           |  |
| Fabio II di Colloredo-Mels          |                 |                                   |                                |  |  |       |  |  | Niccolò di Colloredo-Mels |  |  |                           |  |
|                                     |                 | Laura Pola                        | Paolo Pola                     |  |  |       |  |  |                           |  |  |                           |  |
|                                     |                 | Laura Pola                        | Paolo Pola                     |  |  |       |  |  |                           |  |  |                           |  |
|                                     |                 | Laura Pola                        | …                              |  |  |       |  |  |                           |  |  |                           |  |
| Ferdinando di Colloredo-Mels        |                 | Laura Pola                        |                                |  |  |       |  |  |                           |  |  |                           |  |
|                                     |                 | Orazio di Colloredo               | Curzio di Colloredo            |  |  |       |  |  |                           |  |  |                           |  |
|                                     |                 | Orazio di Colloredo               | Curzio di Colloredo            |  |  |       |  |  |                           |  |  |                           |  |
|                                     |                 | Orazio di Colloredo               | Francesca di Colloredo         |  |  |       |  |  |                           |  |  |                           |  |
| Claudia di Colloredo                |                 | Orazio di Colloredo               |                                |  |  |       |  |  |                           |  |  |                           |  |
|                                     |                 | Lucia Anna di Porcia              | …                              |  |  |       |  |  |                           |  |  |                           |  |
|                                     |                 | Lucia Anna di Porcia              | …                              |  |  |       |  |  |                           |  |  |                           |  |
|                                     |                 | Lucia Anna di Porcia              | …                              |  |  |       |  |  |                           |  |  |                           |  |
| Girolamo di Colloredo-Waldsee       |                 | Lucia Anna di Porcia              |                                |  |  |       |  |  |                           |  |  |                           |  |
|                                     | Antonio Rabatta | Giuseppe Rabatta                  |                                |  |  |       |  |  |                           |  |  |                           |  |
|                                     | Antonio Rabatta | Giuseppe Rabatta                  |                                |  |  |       |  |  |                           |  |  |                           |  |
|                                     | Antonio Rabatta | Cassandra Formentini              |                                |  |  |       |  |  |                           |  |  |                           |  |
| Giambattista Rabatta                | Antonio Rabatta |                                   |                                |  |  |       |  |  |                           |  |  |                           |  |
|                                     |                 | Felicita di Colloredo-Mels        | Lodovico II di Colloredo-Mels  |  |  |       |  |  |                           |  |  |                           |  |
|                                     |                 | Felicita di Colloredo-Mels        | Lodovico II di Colloredo-Mels  |  |  |       |  |  |                           |  |  |                           |  |
|                                     |                 | Felicita di Colloredo-Mels        | Perla di Polcenigo             |  |  |       |  |  |                           |  |  |                           |  |
| Felicita Rabatta                    |                 | Felicita di Colloredo-Mels        |                                |  |  |       |  |  |                           |  |  |                           |  |
|                                     |                 | Giovanni Filippo Thurn-Valsassina | Raimondo IV Thurn-Valsassina   |  |  |       |  |  |                           |  |  |                           |  |
|                                     |                 | Giovanni Filippo Thurn-Valsassina | Raimondo IV Thurn-Valsassina   |  |  |       |  |  |                           |  |  |                           |  |
|                                     |                 | Giovanni Filippo Thurn-Valsassina | Ludovika Hofer                 |  |  |       |  |  |                           |  |  |                           |  |
| Isabella Catherina Thurn-Valsassina |                 | Giovanni Filippo Thurn-Valsassina |                                |  |  |       |  |  |                           |  |  |                           |  |
|                                     |                 | Eleonora Maria Gonzaga di Luzzara | Federico I Gonzaga di Luzzara  |  |  |       |  |  |                           |  |  |                           |  |
|                                     |                 | Eleonora Maria Gonzaga di Luzzara | Federico I Gonzaga di Luzzara  |  |  |       |  |  |                           |  |  |                           |  |
|                                     |                 | Eleonora Maria Gonzaga di Luzzara | Elisabetta Gonzaga di Poviglio |  |  |       |  |  |                           |  |  |                           |  |
|                                     |                 | Eleonora Maria Gonzaga di Luzzara |                                |  |  |       |  |  |                           |  |  |                           |  |